# Lý lịch trích ngang
Lý lịch trích ngang hay còn gọi là sơ lược lý lịch là một hình thức văn bản, tài liệu được sử dụng để làm bản trình bày tóm tắt quá trình làm việc và kỹ năng của những ứng viên và thường sử dụng là một thành phần trong hồ sơ xin việc. Hồ sơ xin việc có thể được sử dụng cho một loạt các lý do khác nhau, nhưng chúng lại thường được sử dụng để tìm kiếm việc làm mới. Một lý lịch trích ngang điển hình có hàm chứa một bản tóm tắt những kinh nghiệm làm việc có liên quan và trình độ chuyên môn, nghiệp vụ, việc đào tạo, giáo dục, bằng cấp, chứng chỉ. Nó là một tài liệu tiếp thị bản thân, cần thu hút cả về nội dung lẫn hình thức.
Trong bộ hồ sơ xin việc, lý lịch trích ngang thường là một trong những hạng mục đầu tiên, cùng với một lá thư xin việc và đôi khi là đơn xin việc mà một nhà tuyển dụng tiềm năng sẽ nhìn thấy những vấn đề liên quan đến công việc của người tìm việc và thường được sử dụng để sàng lọc các ứng viên, thường theo sau đó là một cuộc phỏng vấn. Lý lịch trích ngang được so sánh với một sơ yếu lý lịch (CV) ở nhiều nước. Tuy nhiên, nó ngắn hơn đáng kể so với  sơ yếu lý lịch. Trong tiếng Pháp, có lý lịch trích ngang có nghĩa là sơ yếu lý lịch tóm tắt.

## Mô tả
Trong nhiều trường hợp, một lý lịch trích ngang thường được giới hạn trong một hoặc hai trang khổ A4 hoặc khổ thư (Letter) trong đó chú trọng làm nổi bật những kinh nghiệm và bằng cấp mà tác giả xem xét phù hợp nhất cho vị trí việc làm mong muốn. Nhiều hồ sơ xin việc chứa các từ khóa hoặc các kỹ năng mà nhà tuyển dụng tiềm năng đang tìm kiếm, sử dụng nhiều động từ hoạt động, và nội dung trình bày một cách khoa trương, cường điệu. Khi lập lý lịch trích ngang, cần chú ý tránh việc lạm dụng việc liệt kê các công việc, nó không đồng nghĩa với việc liệt kê tất cả các công việc đang làm mà nêu chi tiết công việc đang làm và những kết quả thu được. Cần những con số cụ thể luôn được các nhà tuyển dụng chú ý. Không nên nêu quá nhiều về quan điểm hoặc nguyện vọng trong lý lịch trích ngang.
Lý lịch trích ngang là một công cụ tiếp thị, trong đó nội dung cần được điều chỉnh để phù hợp với từng ứng dụng và hoặc các ứng dụng nhằm một ngành nghề cụ thể, những công việc cá nhân. Sự phức tạp hay đơn giản của định dạng lý lịch trích ngang là khác nhau và có xu hướng tạo ra kết quả khác nhau từ người này sang người khác phù hợp với nghề nghiệp, chức danh, vị trí việc làm. Không có một chuẩn nào cho độ dài bản lý lịch trích ngang, cần cân nhắc trước khi viết, những người ít kinh nghiệm cần trình bày ngắn (khoảng 1 trang) trong khi người nhiều kinh nghiệm có thể trình bày dài hơn (khoảng 2 trang), ngoài ra có thể đính kèm các tài liệu liên quan.
Internet đã mang lại một thời đại mới cho lý lịch trích ngang. Việc nộp hồ sơ xin việc trực tiếp thông qua mạng Internet ngày càng trở nên phổ biến. Người tìm việc có thể phá vỡ quá trình ứng dụng công việc và đạt được một thỏa thuận sử dụng lao động thông qua những liên hệ qua thư điện tử (email) để gửi (apply) trực tiếp và lý lịch trích ngang. Tuy nhiên cần lưu ý rằng không phải máy vi tính của ai cũng có cùng một chương trình soạn thảo văn bản. Bản lý lịch được trình bày đẹp, gọn gàng trên máy tính của một người có thể bị lỗi định dạng, cách dòng, font chữ thay đổi trên máy của người khác, hoặc tệ hơn là không thể đọc được. Do đó cần thử kiểm tra xem bản lý lịch đã viết như thế nào trên các chương trình soạn thảo văn bản phổ biến như Microsoft Word (phiên bản 2003, 2007), Open Office, Google Docs…trước khi gửi chúng đi.
Chức năng của lý lịch trích ngang: Được sử dụng để tập trung vào các kỹ năng cụ thể cho các loại vị trí việc làm được tìm kiếm. Định dạng này trực tiếp nhấn mạnh năng lực chuyên môn cụ thể và sử dụng bản tóm tắt kinh nghiệm như phương tiện chính của việc giao tiếp năng lực chuyên môn. Ngược lại, các định dạng sơ yếu lý lịch tự thời gian thời gian ngắn sẽ làm nổi bật những năng lực trước khi trình bày một thời gian toàn diện về phát triển nghề nghiệp thông qua danh sách thời gian đảo ngược, với kinh nghiệm gần đây nhất được liệt kê đầu tiên.